# 西门外遗址
西门外遗址，位于中国河北省石家庄市西门外冶河东岸，为石家庄市平山县的一个省级文物保护单位，类型为古遗址，公布时间为1982年7月23日。
西门外遗址的历史年代为商。